# Vola Sciusciù
Vola Sciusciù è un film per la televisione, prodotto per la Rai, in una puntata, andato in onda in prima TV nel 2000, diretto da Joseph Sargent. Rappresenta il secondo film di Lino Banfi in un ruolo drammatico, dopo "Nuda proprietà", del 1997.

## Trama
In un piccolo paese della Puglia (l'immaginaria "San Nicola a mare", in realtà Vieste) sconvolto dalla guerra, vive Sciusciù, un cinquantenne muto e senza tetto con l'anima e la mente di un bambino. Una notte Sciusciù è testimone dell'atterraggio di tre paracadutisti delle forze alleate: decide subito di aiutarli e di condurli al casolare di Annamaria, un'amica di cui si fida, riuscendo a convincerla ad offrirgli protezione.

## Curiosità
- Al di là della trama del film, un tale soprannominato Sciusciù, probabilmente, stando alla memoria comune, molto alla buona se non davvero ritardato, è realmente esistito a Canosa di Puglia (dove Banfi ha trascorso molti anni della sua vita) ed è rimasto nella memoria popolare insieme a molti altri individui caratteristici.

## Ascolti
| Data           | Telespettatori | Share  | Note          |
| -------------- | -------------- | ------ | ------------- |
| 30 maggio 2000 | 7 814 000      | 34,76% | prima visione |